# Grand Prix Brazílie 2011
Grand Prix Brazílie 2011 (XL Grande Premio do Brasil), 19. závod 62. ročníku mistrovství světa jezdců Formule 1 a 53. ročníku poháru konstruktérů, historicky již 859. grand prix, se již počtyřicáté odehrála na okruhu v Interlagosu.

## Výsledky

### Kvalifikace
| Pořadí                | Číslo | Jezdec             | Tým                  | 1. část  | 2. část  | 3. část  | Start |
| --------------------- | ----- | ------------------ | -------------------- | -------- | -------- | -------- | ----- |
| 1                     | 1     | Sebastian Vettel   | Red Bull-Renault     | 1:13.664 | 1:12.446 | 1:11.918 | 1     |
| 2                     | 2     | Mark Webber        | Red Bull-Renault     | 1:13.467 | 1:12.658 | 1:12.099 | 2     |
| 3                     | 4     | Jenson Button      | McLaren-Mercedes     | 1:13.281 | 1:12.820 | 1:12.283 | 3     |
| 4                     | 3     | Lewis Hamilton     | McLaren-Mercedes     | 1:13.361 | 1:12.811 | 1:12.480 | 4     |
| 5                     | 5     | Fernando Alonso    | Ferrari              | 1:13.969 | 1:12.870 | 1:12.591 | 5     |
| 6                     | 8     | Nico Rosberg       | Mercedes             | 1:14.083 | 1:12.569 | 1:13.050 | 6     |
| 7                     | 6     | Felipe Massa       | Ferrari              | 1:14.269 | 1:13.291 | 1:13.068 | 7     |
| 8                     | 14    | Adrian Sutil       | Force India-Mercedes | 1:13.480 | 1:13.261 | 1:13.298 | 8     |
| 9                     | 9     | Bruno Senna        | Renault              | 1:14.453 | 1:13.300 | 1:13.761 | 9     |
| 10                    | 7     | Michael Schumacher | Mercedes             | 1:13.694 | 1:13.571 | bez času | 10    |
| 11                    | 15    | Paul di Resta      | Force India-Mercedes | 1:13.733 | 1:13.584 |          | 11    |
| 12                    | 11    | Rubens Barrichello | Williams-Cosworth    | 1:14.117 | 1:13.801 |          | 12    |
| 13                    | 19    | Jaime Alguersuari  | Toro Rosso-Ferrari   | 1:14.225 | 1:13.804 |          | 13    |
| 14                    | 18    | Sébastien Buemi    | Toro Rosso-Ferrari   | 1:14.500 | 1:13.919 |          | 14    |
| 15                    | 10    | Vitalij Petrov     | Renault              | 1:13.859 | 1:14.053 |          | 15    |
| 16                    | 16    | Kamui Kobajaši     | Sauber-Ferrari       | 1:14.571 | 1:14.129 |          | 16    |
| 17                    | 17    | Sergio Pérez       | Sauber-Ferrari       | 1:14.430 | 1:14.182 |          | 17    |
| 18                    | 12    | Pastor Maldonado   | Williams-Cosworth    | 1:14.625 |          |          | 18    |
| 19                    | 20    | Heikki Kovalainen  | Lotus-Renault        | 1:15.068 |          |          | 19    |
| 20                    | 21    | Jarno Trulli       | Lotus-Renault        | 1:15.358 |          |          | 20    |
| 21                    | 23    | Vitantonio Liuzzi  | HRT-Cosworth         | 1:16.631 |          |          | 21    |
| 22                    | 22    | Daniel Ricciardo   | HRT-Cosworth         | 1:16.890 |          |          | 22    |
| 23                    | 25    | Jérôme d'Ambrosio  | Virgin-Cosworth      | 1:17.019 |          |          | 23    |
| 24                    | 24    | Timo Glock         | Virgin-Cosworth      | 1:17.060 |          |          | 24    |
| Limit 107 %: 1:18.410 |       |                    |                      |          |          |          |       |

### Závod
| Pořadí | Číslo | Jezdec             | Tým                  | Kola | Čas/odstoupení | Start | Body |
| ------ | ----- | ------------------ | -------------------- | ---- | -------------- | ----- | ---- |
| 1      | 2     | Mark Webber        | Red Bull-Renault     | 70   | 1:32:17.464    | 2     | 25   |
| 2      | 1     | Sebastian Vettel   | Red Bull-Renault     | 70   | +16.9          | 1     | 18   |
| 3      | 4     | Jenson Button      | McLaren-Mercedes     | 70   | +27.6          | 3     | 15   |
| 4      | 5     | Fernando Alonso    | Ferrari              | 71   | +35.0          | 5     | 12   |
| 5      | 6     | Felipe Massa       | Ferrari              | 71   | +66.7          | 7     | 10   |
| 6      | 14    | Adrian Sutil       | Force India-Mercedes | 70   | +1 kolo        | 8     | 8    |
| 7      | 8     | Nico Rosberg       | Mercedes             | 70   | +1 kolo        | 6     | 6    |
| 8      | 15    | Paul di Resta      | Force India-Mercedes | 70   | +1 kolo        | 11    | 4    |
| 9      | 16    | Kamui Kobajaši     | Sauber-Ferrari       | 70   | +1 kolo        | 16    | 2    |
| 10     | 17    | Vitalij Petrov     | Renault              | 70   | +1 kolo        | 15    | 1    |
| 11     | 19    | Jaime Alguersuari  | Toro Rosso-Ferrari   | 70   | +1 kolo        | 13    |      |
| 12     | 18    | Sébastien Buemi    | Toro Rosso-Ferrari   | 70   | +1 kolo        | 14    |      |
| 13     | 17    | Sergio Pérez       | Sauber-Ferrari       | 70   | +1 kolo        | 17    |      |
| 14     | 11    | Rubens Barrichello | Williams-Cosworth    | 70   | +1 kolo        | 12    |      |
| 15     | 7     | Michael Schumacher | Mercedes             | 70   | +1 kolo        | 10    |      |
| 16     | 20    | Heikki Kovalainen  | Lotus-Renault        | 69   | +2 kola        | 19    |      |
| 17     | 9     | Bruno Senna        | Renault              | 69   | +2 kola        | 9     |      |
| 18     | 21    | Jarno Trulli       | Lotus-Renault        | 69   | +2 kola        | 23    |      |
| 19     | 25    | Jérôme d'Ambrosio  | Virgin-Cosworth      | 68   | +3 kola        | 25    |      |
| 20     | 22    | Daniel Ricciardo   | HRT-Cosworth         | 68   | +3 kola        | 22    |      |
| Ret    | 23    | Vitantonio Liuzzi  | HRT-Cosworth         | 61   | Alternátor     | 23    |      |
| Ret    | 3     | Lewis Hamilton     | McLaren-Mercedes     | 46   | Převodovka     | 4     |      |
| Ret    | 12    | Pastor Maldonado   | Williams-Cosworth    | 26   | Otáčky         | 18    |      |
| Ret    | 24    | Timo Glock         | Virgin-Cosworth      | 22   | Řízení         | 24    |      |

## Konečné pořadí šampionátu
Pohár jezdců
| Pořadí | Jezdec           | Body |
| ------ | ---------------- | ---- |
| 1      | Sebastian Vettel | 392  |
| 2      | Jenson Button    | 270  |
| 3      | Mark Webber      | 258  |
| 4      | Fernando Alonso  | 257  |
| 5      | Lewis Hamilton   | 227  |

Pohár konstruktérů
| Pořadí | Konstruktér      | Body |
| ------ | ---------------- | ---- |
| 1      | Red Bull-Renault | 650  |
| 2      | McLaren-Mercedes | 497  |
| 3      | Ferrari          | 375  |
| 4      | Mercedes         | 165  |
| 5      | Renault          | 73   |